# Blaise Hofmann
Blaise Hofmann, né le 2 avril 1978 à Morges, est un écrivain suisse de langue française.

## Biographie
Blaise Hofmann naît 2 avril 1978 à Morges, dans le canton de Vaud. Il passe son enfance à Villars-sous-Yens, dans le domaine arboricole-viticole qu'exploitent ses parents, Walti et Anne-Lise. Il a deux frères. Il est originaire de Rüeggisberg, dans le canton de Berne.
Après le gymnase à Morges, il fait des études de Lettres à l'Université de Lausanne à partir de 1996 en français, histoire et psychologie. Il obtient sa licence en 2001.
Il travaille ensuite comme aide-infirmier en soins palliatifs, animateur pour les sans papiers, berger et enseignant au gymnase de Burier à la Tour-de-Peilz jusqu'en 2013. Il collabore également avec divers médias comme pigiste (L'Hebdo) et chroniqueur (24 Heures, Le Nouvelliste, Terre&Nature, etc.).
Il a donné des ateliers d'écriture, notamment à l'Institut littéraire suisse à Bienne.
Père de deux enfants, il habite dans une ancienne ferme à Reverolle après voir vécu à Lausanne.
Depuis 2018, il cultive un hectare de vigne et produit son propre vin.
Il est l'auteur d'une quinzaine de romans et récits de voyage. Il écrit aussi pour le théâtre et la littérature jeunesse ; il est l'un des deux librettistes de la Fête des Vignerons en 2019.

## Récits et romans
- 2007 : Estive, Éditions Zoé, récit, Prix Nicolas-Bouvier au Festival des Etonnants Voyageurs de Saint-Malo (poche Zoé en 2011)[12].

- 2009 : L'Assoiffée, Éditions Zoé, roman[13].
- 2015 : Capucine, Éditions Zoé, roman biographique (traductions allemande chez Zytglogge Verlag et italienne chez Armando Dado Editore)[14].
- 2016 : Monde animal, Éditions d'Autre Part, récit (poche Zoé en 2026)[15].
- 2019 : La Fête, Éditions Zoé, récit.
- 2023 : Faire paysan, Éditions Zoé, récit (poche Zoé en 2024), Prix Écrire la Nature 2024 (traductions allemande chez Atlantis Verlag et italienne chez Casagrande Editore).
- 2024 : Artisanes, avec le photographe Vincent Guignet, Éditions Noir sur Blanc, récit.
- 2025 : NOW I WON, récit, Éditions Art&Fiction.

## Récits de voyage
- 2006 : Billet aller simple, Éditions de l'Aire (poche Aire bleue), distingué par le prix Georges Nicole[16].
- 2009 : Notre mer, Éditions de l'Aire.
- 2014 : Marquises, Éditions Zoé[17].
- 2021 : Deux petites maîtresses zen, Éditions Zoé[2].

## Livres jeunesse
- 2018 : Les Mystères de l'eau, Éditions La Joie de Lire, illustré par Rémi Farnos.
- 2019 : Jour de Fête, Éditions La Joie de Lire, illustré par Fanny Dreyer[18].
- 2024 : Les Mystères du Léman, Éditions La Joie de Lire, illustré par Adrienne Barman.

## Poèmes
- 2019 : Les Poèmes de la Fête des Vignerons, Éditions Campiche-Zoé.
- 2022 : Courir après la pluie, avec la photographe Magali Koenig, Éditions Actes Sud.

## Scène
- 2010 : Deux décis d’Odyssée, spectacle itinérant, mis en scène par Gérard Demierre.
- 2010 : Notre Mer, Théâtre de Beausobre, Morges.
- 2010 : Explorateurs, spectacle musical du Grand Eustache, Casino de Montbenon, Lausanne.
- 2012 : Permettez-moi de vous offrir ma colère, avec la chanteuse Solam, Casino de Montbenon, Lausanne.
- 2013 : La Beauté sur la terre, mis en scène par Gérard Demierre, Place d'Armes, Cully[19].
- 2013 : Les Musiciens de Berne, compositions de René Falquet, Casino-théâtre, Rolle.
- 2014 : Génération en kit, Théâtre des Trois Ptits Tours, Morges[20].
- 2016 : Complètement à l'Est, Théâtre Pré-aux-Moines, Cossonay.
- 2019 : Fête des Vignerons, Vevey.
- 2022 : Folklore, avec Stéphane Blok, Jérôme Berney et Valentin Villard.

## Distinctions
- 2008 : Prix Nicolas-Bouvier pour Estive[21]
- 2009 : Bourse Leenaards[22]
- 2023 : Prix de la Fondation vaudoise pour la culture
- 2024 : Prix Écrire la Nature pour Faire paysan